# Pholcoidea
Pholcoidea è una  superfamiglia di aracnidi araneomorfi che comprende tre famiglie:
- Diguetidae F.O.P.-CAMBRIDGE 1899
- Pholcidae C.L.KOCH, 1851
- Plectreuridae SIMON, 1893